# Henry J. Reinhard
Henry Jonathan Reinhard, född 6 november 1892 i Amherst, Ohio, död 1 september 1976 i Bryan, Texas, var en amerikansk entomolog. Han studerade främst tvåvingar där han specialiserade sig på parasitflugor och köttflugor.